# Finnieston Crane

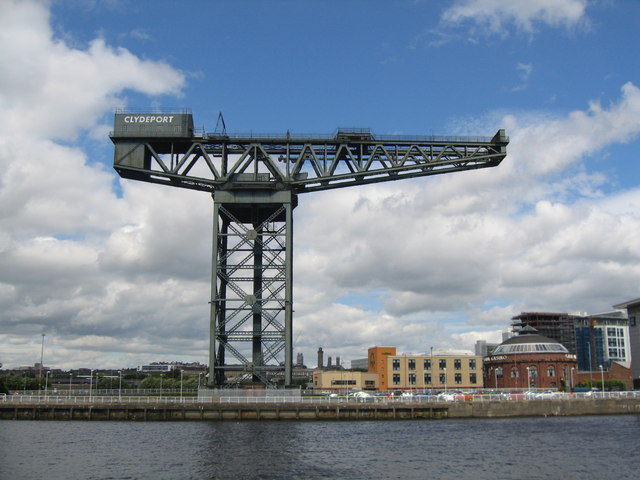
Finnieston Crane

Der Finnieston Crane ist ein Kran in der schottischen Stadt Glasgow. 1989 wurde das Bauwerk in die schottischen Denkmallisten in der höchsten Kategorie A aufgenommen.

## Geschichte
In Glasgow hatten sich entlang des Clyde Werften und Handelsunternehmen angesiedelt, die eine hohe wirtschaftliche Bedeutung für die Stadt besaßen. Am Stobcross Quay befand sich zuvor ein ähnlicher Kran. Im März 1928 wurde der Bau einer Clyde-Querung in der Nähe des Krans geplant. Da die Brücke im Bereich des Kranauslegers verlaufen sollte, konnte dieser nicht weiter betrieben werden. In Zusammenarbeit mit dem Clyde Navigation Trust wurde eine Lösung beschlossen, welche im Neubau des heutigen Finnieston Cranes rund 150 m flussabwärts bestand. Die Stadt übernahm hierbei 85 % der Kosten in Höhe von rund 69.000 £. Die Brücke wurde schließlich nicht gebaut.
Verwunderlich erscheint, dass das lokale Unternehmen Sir William Arrol & Company, das 40 der weltweit 42 Kräne dieses Typs konstruierte, nicht mit dem Bau beauftragt wurde. Stattdessen erhielt Cowans Sheldon & Co den Auftrag. Von Seiten des Clyde Navigation Trust begleitete der Ingenieur Daniel Fife die Konstruktion. 1931 war der Bau abgeschlossen. Von den ehemals 27 Kränen im Vereinigten Königreich sind heute noch 15 erhalten; davon befinden sich nur sieben in Schottland.

## Beschreibung
Der Finnieston Crane ist eine Landmarke am Clyde-Ufer. Die Stahlkonstruktion ist auf eine maximale Traglast von 175 t ausgelegt und diente dem Beladen von Schiffen mit schweren Gütern. Durch die Führung auf Kugellagern ist der Ausleger schwenkbar. Oberhalb des Gegengewichts befindet sich der Maschinenraum. Als einziger Kran Großbritanniens verfügt der Finnieston Crane über einen Personenlift.